# Nannopterygius enthekiodon
Nannopterygius és un gènere d'ictiosaure oftalmosàurid que va viure al Juràssic superior (Kimmeridgià i Titonià). Les seves restes fòssils s'han trobat a Anglaterra i Alemanya.